# Transversale mercatorprojectie
Een transversale mercatorprojectie is een variatie op de mercatorprojectie waarbij de cilinder niet raakt aan de evenaar, maar aan een set van meridianen, in het voorbeeld hiernaast aan de nulmeridiaan en in het verlengde daarvan de meridiaan van 180 graden.
Hierbij verdelen drie onderling loodrechte grootcirkels het aardoppervlak in acht gelijke boldriehoeken volgens het patroon van een octaëder. Deze worden hier net als bij de projectie met de cilinderas door de polen weergegeven als 8 rechthoeken, waarvan steeds één zijde in het oneindige ligt en een punt voorstelt. Welke hoek van de boldriehoek als oneindig verre zijde wordt voorgesteld verschilt echter steeds. Daarmee samenhangend worden de overige meridianen (waarvan de helften lopen van een hoekpunt naar de tegenoverliggende zijde van een van de genoemde boldriehoeken) en de parallellen (waarvan de kwarten lopen van een zijde naar een andere zijde van een van de genoemde boldriehoeken) in de mercatorprojectie als rechte lijnen en in de transversale mercatorprojectie als kromme lijnen voorgesteld.
De transversale mercatorprojectie is net als de gewone mercatorprojectie hoekgetrouw, maar niet richtinggetrouw. Zoals bij de mercatorprojectie  de poolgebieden maar voor een deel worden weergegeven, en ze voor zover ze erop staan sterk vergroot worden weergegeven, zo geldt dat in het voorbeeld voor de gebieden rond 0° NB 90° WL (links van de kaart, de Galapagoseilanden die hier zijn vallen buiten de kaart) en 0° NB 90° OL (rechts van de kaart, ten westen van Sumatra; Simeulue is het dichtst bij, en wordt dus het meest vergroot weergegeven).

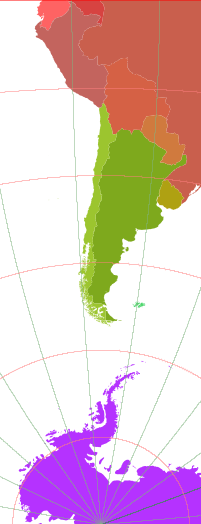
Chili en omgeving (70 graden WL) van de evenaar tot de zuidpool

Transversale mercatorprojecties zijn vooral geschikt voor landen die uitgestrekt zijn in noord-zuidelijke richting en juist smal in oost-westelijke richting, zoals Chili. Kiest men een meridiaan waaraan de cilinder raakt in het midden van zo'n land, dan zijn de schaalvervormingen minimaal.